# 王駿 (明義侯)
王 駿（おう しゅん、? - 16年）は、中国の前漢時代末期から新代にかけての武将。字は君公。京兆尹長安県の人。

## 事跡
| 姓名         | 王駿                                                                                               |
| 時代         | 前漢時代 - 新代                                                                                    |
| 生没年       | 生年不詳 - 16年（天鳳3年）                                                                         |
| 字・別号     | 君公                                                                                               |
| 出身地       | 京兆尹長安県                                                                                       |
| 職官         | 執金吾、歩兵将軍、強弩将軍、中郎将〔前漢〕 ※就任順は不明 →五威将〔新〕→奮武将軍〔新〕→五威将〔新〕 |
| 爵位・号等   | 明義侯〔前漢〕                                                                                     |
| 陣営・所属等 | 平帝→孺子嬰→王莽                                                                                   |
| 家族・一族   | 〔不詳〕                                                                                           |

新の王莽配下の将軍である。
元始3年（3年）、執金吾になり、元始5年（5年）歩兵将軍に移った。
居摂2年（7年）9月、東郡太守翟義が王莽打倒に蜂起する。明義侯となっていた王駿は、王莽から強弩将軍に任命され、奮武将軍孫建・虎牙将軍王邑ら他の6人の将軍とともに翟義討伐に向かった。同年12月、孫建・王邑らは、圉（陳留郡）で翟義軍を殲滅する。しかし、王駿は軍功をあげられなかったため、居摂3年（8年）正月に将軍職から解任されてしまった。
一方で王駿は、前漢末期から匈奴との外交使節の任に携わっていた。時期は不明だが、前漢末に中郎将として王昌とともに使節団の長となり、匈奴単于の下に派遣されている。王莽が新を建国した後の始建国元年（9年）、五威将となった王駿は、再び使節団の長となる。そして新の使節として印璽、金品等を匈奴単于に下賜した。しかし、この時の印璽の刻印は、王莽により漢の時代から改められていたため、後に匈奴の新からの離反を招いてしまう。
始建国2年（10年）12月、王莽は匈奴単于の称号を降奴服于と改める。さらに立国将軍孫建に12人の将軍を率いさせ、五路からこれを討伐させた。この時、王駿も奮武将軍として12人の将軍の1人となっており、定胡将軍王晏とともに張掖郡から出撃している。
天鳳3年（16年）、匈奴を討伐するため、王駿と西域都護李崇は、西域へと出撃した。この時、西域諸国は王駿らの軍を支援したが、そのうちの一国である焉耆国は偽って降伏し、王駿らを攻撃しようと備えていた。そのため王駿らは、莎車国・亀茲国などの兵7千人を率いて焉耆国を攻撃した。しかし、王駿指揮下にあった姑墨国・尉犁国・危須国の兵が反逆したため、王駿は敗北して戦死した。

## 関連記事
- 新末後漢初